# Championnats d'Europe de karaté 1992
Les championnats d'Europe de karaté 1992 sont des championnats internationaux de karaté qui ont eu lieu à Bois-le-Duc, aux Pays-Bas, en 1992. Cette édition a été la 27e des championnats d'Europe de karaté seniors organisés par la Fédération européenne de karaté chaque année depuis 1966 et la première à proposer une épreuve de kumite individuel féminin open. Un total de 420 athlètes provenant de 32 pays y ont participé.

## Résultats

### Épreuves individuelles

#### Kata
| Rang | Pays    | Karatéka        |
| ---- | ------- | --------------- |
| 1    | Espagne | Luis Maria Sanz |
| 2    | Italie  | Pasquale Acri   |
| 3    | France  | Laurent Riccio  |

| Rang | Pays    | Karatéka          |
| ---- | ------- | ----------------- |
| 1    | Espagne | Maite San Narciso |
| 2    | GER     | Simone Schreiner  |
| 3    | SUE     | L. Pyree          |

#### Kumite

##### Kumite masculin
| Rang | Pays   | Karatéka    |
| ---- | ------ | ----------- |
| 1    | France | Damien Dovy |
| 2    | ?      | ?           |
| 3    | ?      | ?           |

| Rang | Pays    | Karatéka         |
| ---- | ------- | ---------------- |
| 1    | Espagne | Jesus Juan Rubio |
| 2    | ?       | ?                |
| 3    | ?       | ?                |

| Rang | Pays     | Karatéka  |
| ---- | -------- | --------- |
| 1    | Pays-Bas | R. Rivano |
| 2    | ?        | ?         |
| 3    | ?        | ?         |

| Rang | Pays    | Karatéka       |
| ---- | ------- | -------------- |
| 1    | Espagne | Thomas Herrero |
| 2    | ?       | ?              |
| 3    | ?       | ?              |

| Rang | Pays    | Karatéka            |
| ---- | ------- | ------------------- |
| 1    | Norvège | Morten Alstadsæther |
| 2    | ?       | ?                   |
| 3    | ?       | ?                   |

| Rang | Pays   | Karatéka    |
| ---- | ------ | ----------- |
| 1    | Italie | Serge Tomao |
| 2    | ?      | ?           |
| 3    | ?      | ?           |

| Rang | Pays      | Karatéka   |
| ---- | --------- | ---------- |
| 1    | Allemagne | Toni Dietl |
| 2    | ?         | ?          |
| 3    | ?         | ?          |

##### Kumite féminin
| Rang | Pays     | Karatéka        |
| ---- | -------- | --------------- |
| 1    | Finlande | Sari Laine      |
| 2    | ?        | ?               |
| 3    | France   | Maryse Mazurier |

| Rang | Pays        | Karatéka       |
| ---- | ----------- | -------------- |
| 1    | Royaume-Uni | M. Samuel      |
| 2    | ?           | ?              |
| 3    | France      | Monique Amghar |

| Rang | Pays      | Karatéka          |
| ---- | --------- | ----------------- |
| 1    | Allemagne | Silvia Wiegärtner |
| 2    | France    | Marie-Ange Legros |
| 3    | ?         | ?                 |

| Rang | Pays     | Karatéka   |
| ---- | -------- | ---------- |
| 1    | Finlande | Sari Laine |
| 2    | ?        | ?          |
| 3    | ?        | ?          |

## Épreuves par équipe

### Kata par équipe
| Rang | Pays   | Karatékas                                      |
| ---- | ------ | ---------------------------------------------- |
| 1    | France | Yves Bardreau, Michaël Milon et Laurent Riccio |
| 2    | ?      |                                                |
| 3    | ?      |                                                |

| Rang | Pays    |
| ---- | ------- |
| 1    | Espagne |
| 2    | ?       |
| 3    | ?       |

### Kumite par équipe
| Rang | Pays        |
| ---- | ----------- |
| 1    | Royaume-Uni |
| 2    | ?           |
| 3    | ?           |

| Rang | Pays        | Karatékas                    |
| ---- | ----------- | ---------------------------- |
| 1    | Royaume-Uni |                              |
| 2    | ?           |                              |
| 3    | Italie      | Chiara Stella Bux, notamment |